# Léonie Louppe
Pour les articles homonymes, voir Louppe.
Léonie Louppe ou Léo Louppe, née le 18 septembre 1869 à Reims et morte le 10 janvier 1942 à Paris, est une peintre de fleurs française.

## Biographie

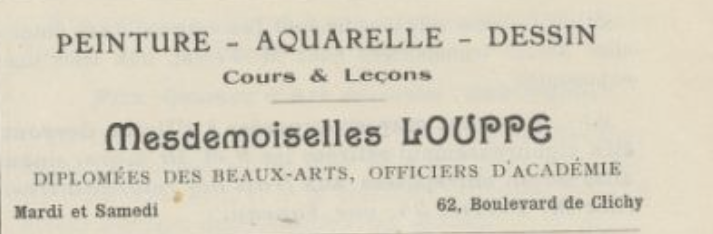
Annonce de cours de peinture par les sœurs Louppe, parue dans le Bulletin officiel de l'UFPS, février 1909.

Mélanie Louise Léonie Louppe naît en 1869 de Frédéric Louppe, employé de commerce, et d'Eugénie Lobjois. En 1877, l’entreprise de commerce de bois du père fait faillite, et la famille déménage en région parisienne. La famille Louppe habite 11 rue Gustave-Courbet (16e) à Paris dans les années 1890, puis à Sannois (Val-d'Oise). 
Élève de Pierre Bourgogne, Léonie Louppe expose de 1886 à 1936.
Ses sœurs Blanche (1868-1916) et Lucie (1872-1963) sont également peintres, et les demoiselles Louppe exposent souvent ensemble : tandis que Blanche, élève de Cagniart, produit des paysages, des portraits, des fleurs, Léonie réalise essentiellement des natures mortes de fleurs à l'huile, et la cadette Lucie, élève de Rivoire et de Cagniart, des aquarelles florales,. Blanche est élue membre du Comité de l'UFPS de 1901 à 1906. 
Léonie envoie d'abord conjointement avec Blanche des terres cuites décorées de fleurs et d'oiseaux au Salon des refusés en 1886, ainsi qu'au salon de l'Union des femmes peintres et sculpteurs en 1889, année où elle est remarquée également pour ses pêches et ses raisins « qui ont un charme tout particulier qui provient sans doute de la discrétion de la touche, de la finesse grise des colorations; admirons le petit panier traité comme un Chardin ». Léonie Louppe envoie ensuite régulièrement des peintures florales à l'Union, et en 1905 le critique d'art Jules de Saint-Hilaire décrit « un véritable régal avec les envois frais, chantants, composés avec soins, de Mlle Léonie Louppe, qui est parvenue sans effort à la perfection ». Elle remporte le prix de nature morte de l'UFPS en 1912. Dans les années 1900 les trois soeurs exposent souvent ensemble à l'UFPS.
Léonie Louppe expose au Salon des artistes français à partir de 1895 et est Sociétaire en 1908; en 1913 elle y envoie Rosiers grimpants (panneau décoratif, cadre application en cuivre repoussé). Elle expose à Rouen en 1896, dès 1896 également à la Société des amis des arts de Seine-et-Oise, participe en 1898 à la 6e Exposition Nationale du Travail au Palais-Sports, expose à Amiens en 1905 (médaille de bronze), à Marseille, à Tunis, etc.
Elle est nommée officier d'Académie en 1902 lors du salon de la Société nationale d'horticulture. 
En 1909, les sœurs Louppe enseignent la peinture dans un atelier commun boulevard de Clichy. 
Léonie Louppe participe à l'exposition du Syndicat des artistes femmes en 1912,  et au Salon d'hiver en 1912, 1913 et 1914.
Dès 1897, Blanche et Lucie sont secouristes actifs-infirmiers volontaires et en 1914, les trois sœurs s'engagent au comité de Sannois qui dispose d’un Hôpital Auxiliaire situé dans les écoles communales. Blanche y est infirmière surveillante, mais meurt en 1916 d'une maladie contractée auprès des blessés de guerre,.
Léonie est de retour au Salon d'hiver en 1921, où la ville de Paris acquiert ses Myosotis. Elle expose au salon d'Épinal en 1924 ; en 1934, elle accroche à la Société lorraine des Beaux-Arts, ainsi qu'à la Société nationale d'horticulture de France. Lucie et Léonie exposent à Laon en 1936 : « À l'exactitude du dessin et de la couleur, Mlles Louppe, joignent une vigueur et un éclat qui se fondent pour le grand plaisir des yeux, en une harmonie profonde. Ces deux artistes se classent certainement parmi les « fleuristes », comme on disait jadis, les meilleurs de notre époque ».
Léonie Louppe est promue Officière de l'instruction publique avant 1935.
Elle meurt en 1942 à l'hôpital Saint-Joseph à Paris (14e),.
Elle fait partie, avec ses collègues Antoinette Chavagnat, Mathilde Delattre, Eugénie Faux-Froidure, Blanche Odin, etc., de ces artistes remarquées de salon en salon à la fin du XIXe siècle et dans la première moitié du XXe siècle, mais dans un genre considéré comme féminin et mineur, les fleurs, et qui sont tombées dans l'oubli.

## Galerie d'œuvres

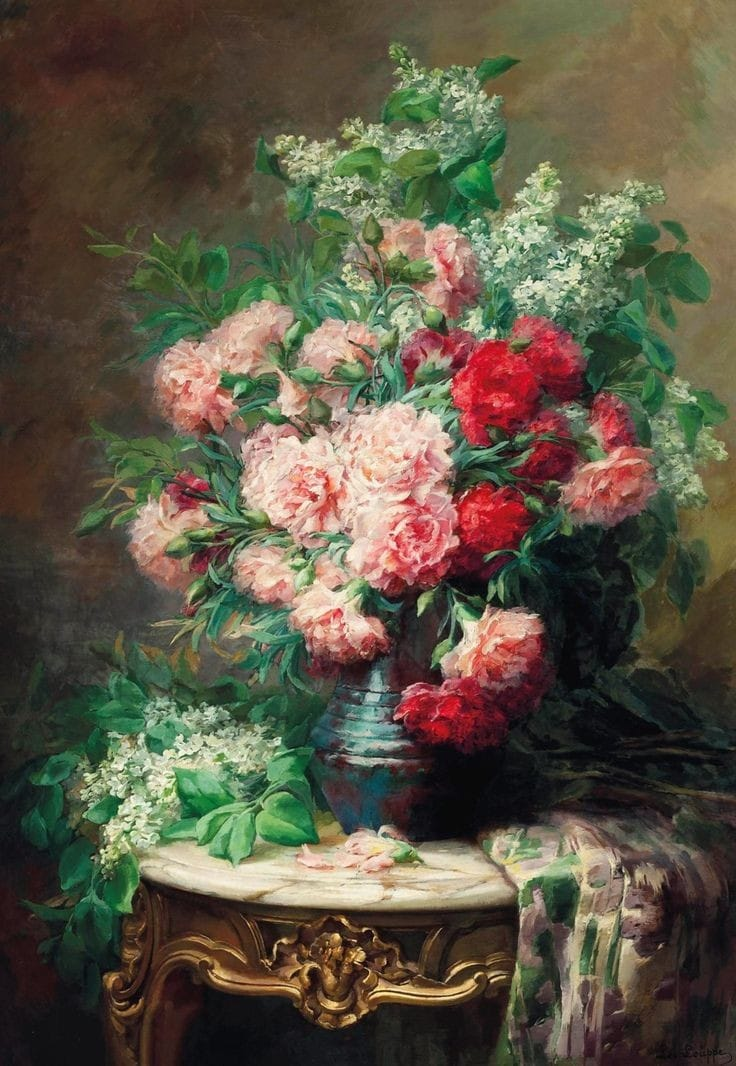
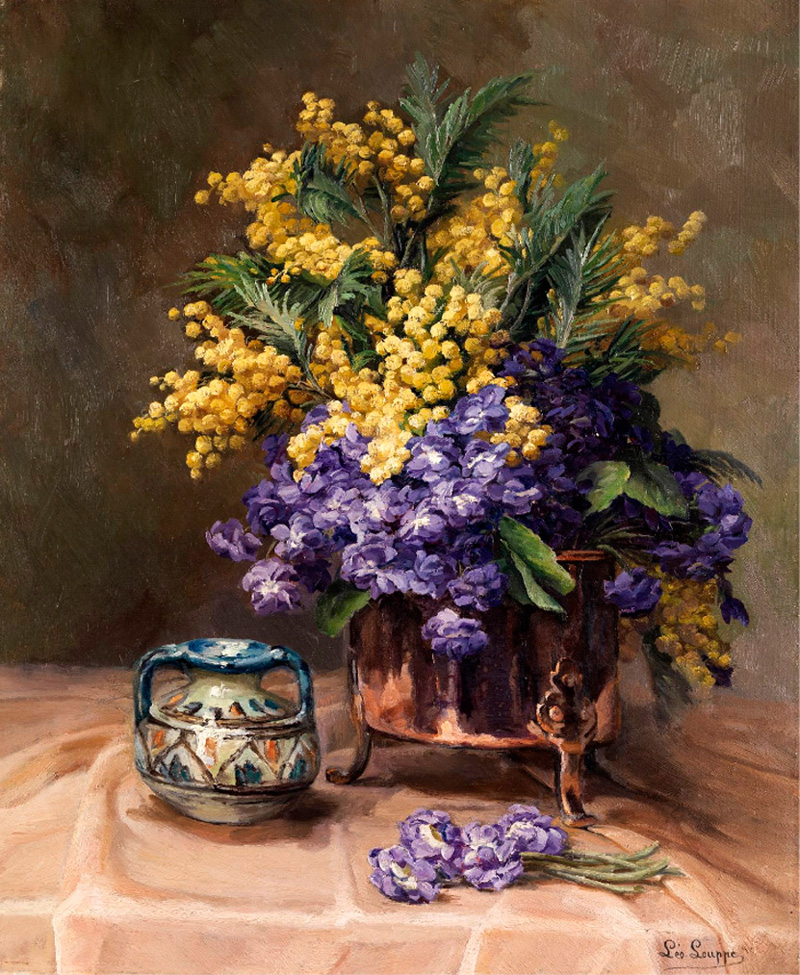
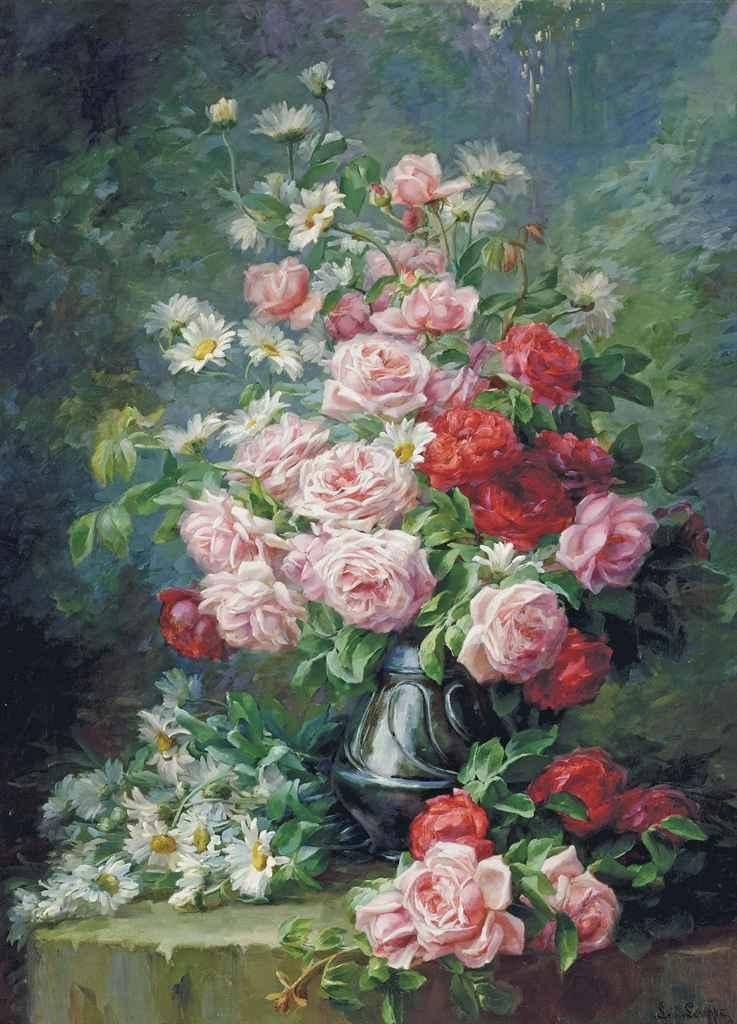
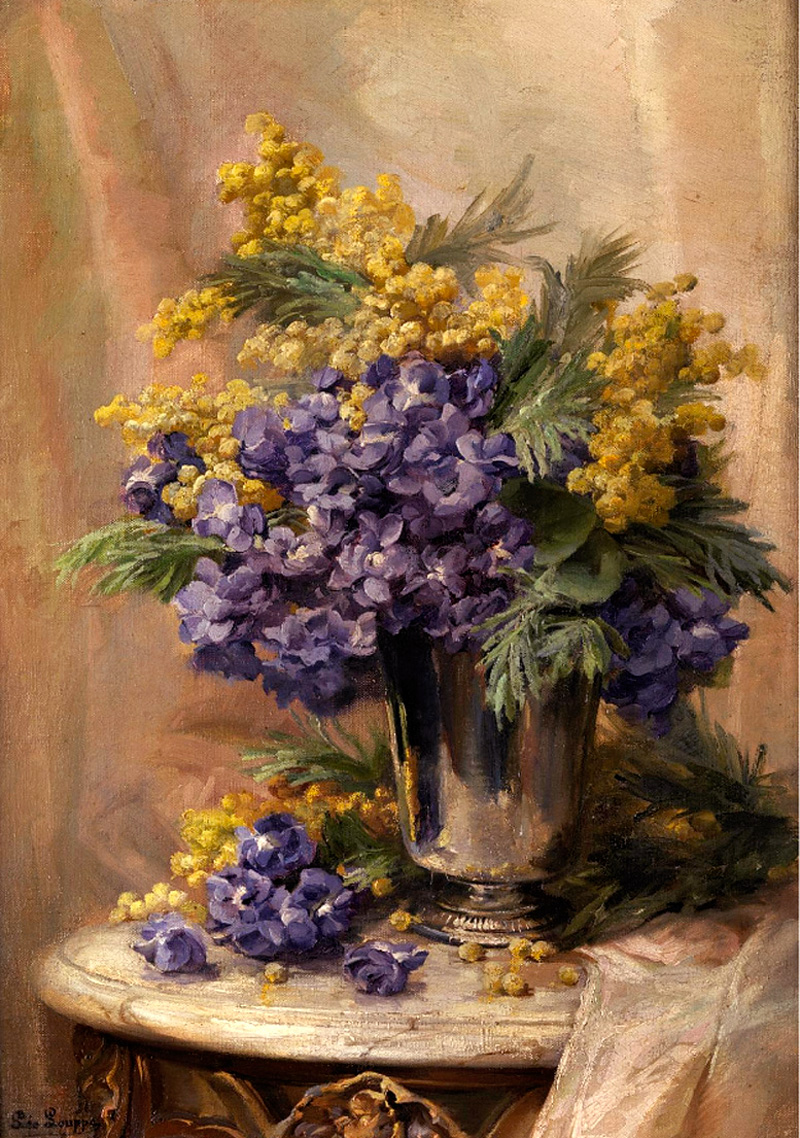
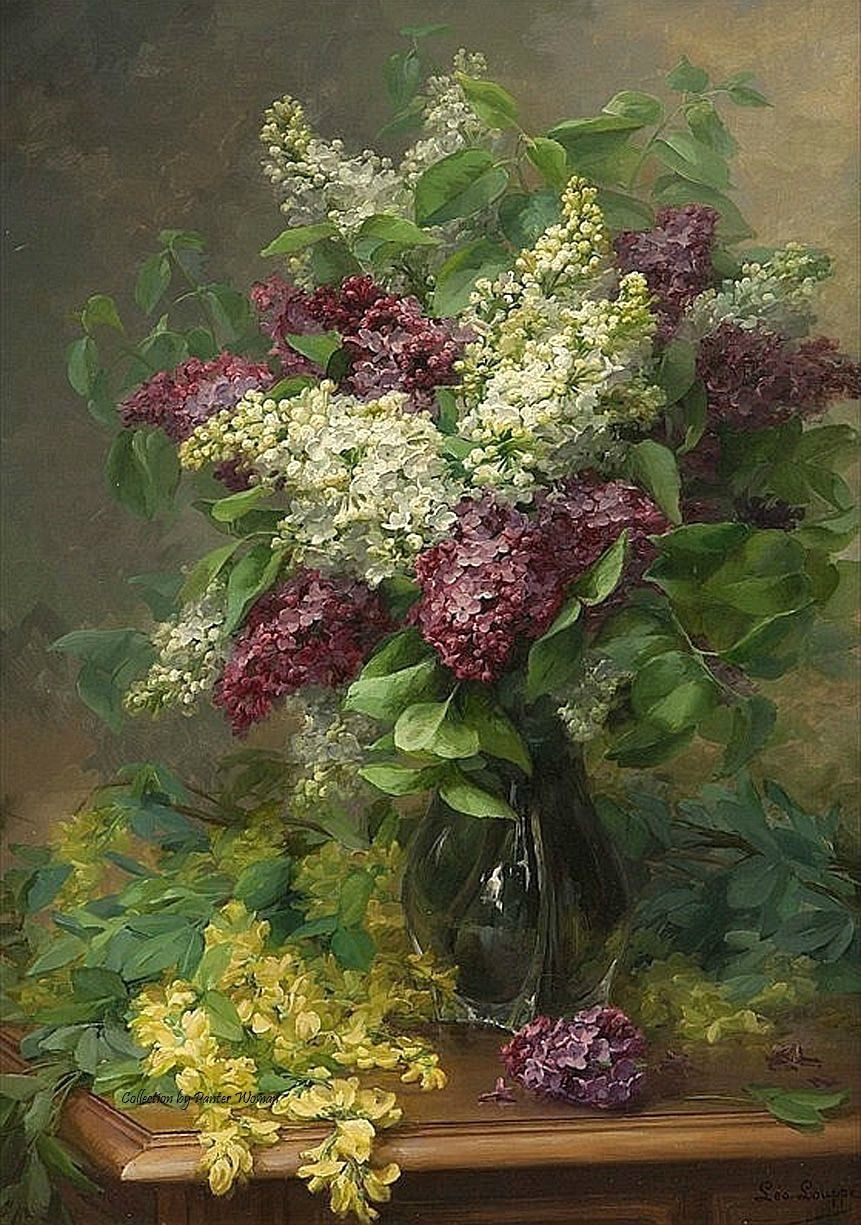
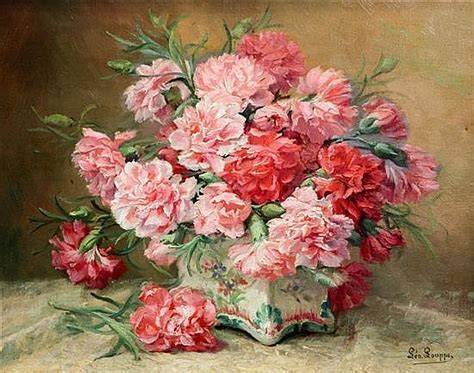